# Pteromalus tortricis
Pteromalus tortricis is een vliesvleugelig insect uit de familie Pteromalidae. De wetenschappelijke naam is voor het eerst geldig gepubliceerd in 1781 door Schrank.